# Psicohistòria
|  | Per a altres significats, vegeu «Psicohistòria (Asimov)». |

La psicohistòria és una disciplina que estudia la història tenint en compte la psicologia dels individus, les seves motivacions per actuar, tant com a persones destacades com a grup cultural. Aplica la psicoanàlisi als personatges més rellevants per entendre què pensaven per provocar els successos que van alterar la història i per analitzar fenòmens de massa com la propaganda o la histèria col·lectiva, que poden causar canvis a gran escala en una població. Igualment analitza els períodes de la vida humana i com són tractats en diferents èpoques, especialment la infància, font de possibles traumes posteriors.